# Monapo (Distrikt)

Lage des Distrikts Monapo in Mosambik

Monapo ist ein Distrikt im Norden Mosambiks.

## Geographie und Verwaltung
Monapo liegt im Westen der Provinz Nampula. Im Norden grenzt Monapo an den Distrikt Nacarôa, im Westen an Muecate und Meconta, im Süden an Mogincual, und im Osten an Mossuril und Nacala-a-Velha.
Der Distrikt ist nach seinem Hauptort Monapo benannt und hat eine Fläche von 3598 km². Er besteht aus drei Postos Administrativos: Itoculo, Netia und Monapo.

## Bevölkerung
Die Einwohnerzahl Monapos liegt bei 245.414 Einwohnern, was einer Bevölkerungsdichte von 68,2 Einwohnern pro Quadratkilometern entspricht.

## Verkehr
Die Eisenbahnstrecke der staatlichen Eisenbahngesellschaft Caminhos de Ferro de Moçambique von Nacala nach Lichinga quert den Distrikt mit Halt in der Hauptstadt des Distriktes.